# Geovetenskapens hus

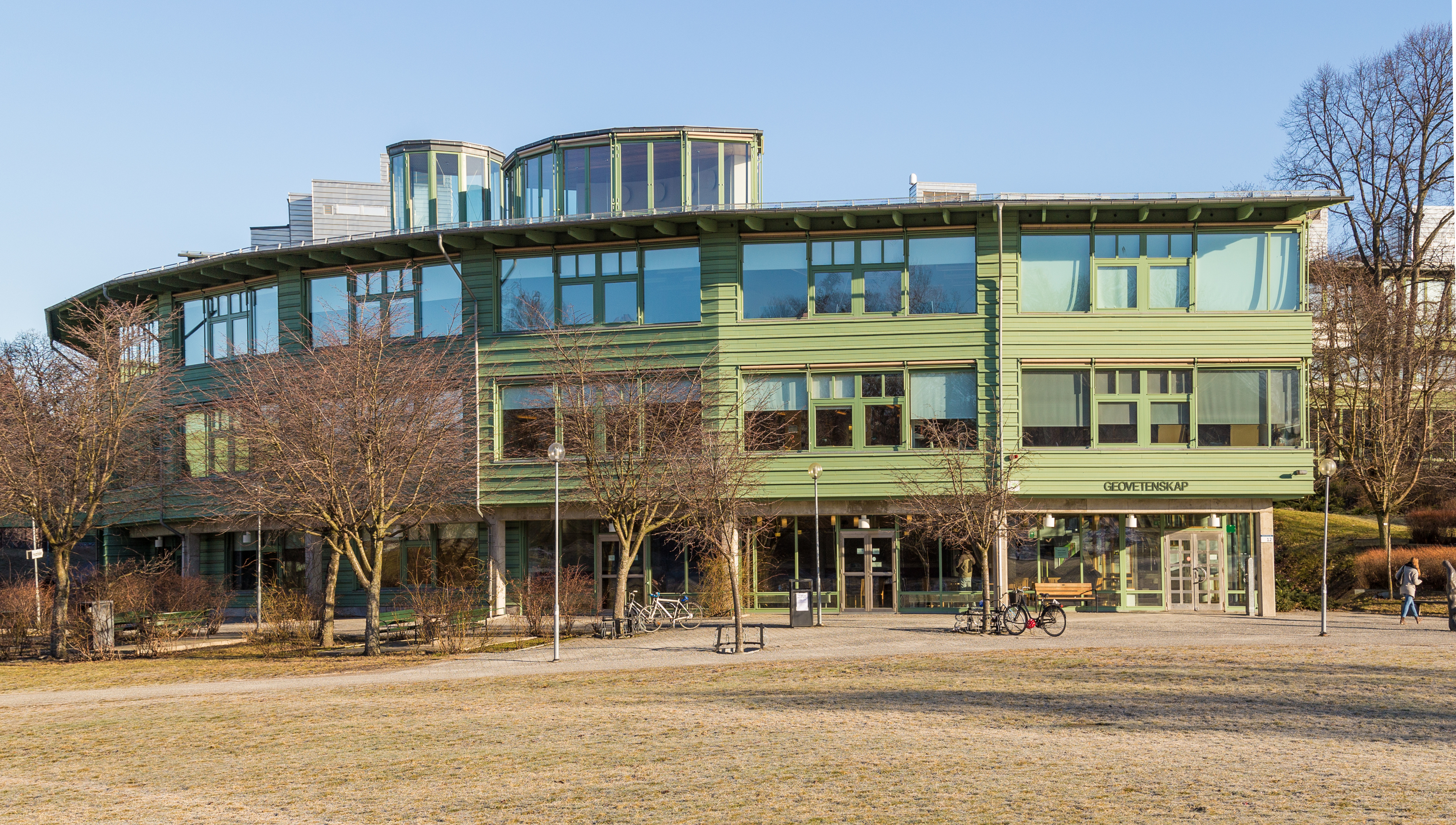
Geovetenskapens hus

Geovetenskapens hus är en anläggning på Stockholms universitetsområde som hyser Institutionen för naturgeografi, Institutionen för geologiska vetenskaper, Institutionen för miljövetenskap och analytisk kemi, Kulturgeografiska institutionen samt Geobiblioteket. Byggnaden uppfördes mellan åren 1995 och 1997 och ritades av Nyréns Arkitektkontor där ansvariga arkitekter var Snorre Lindquist (slutgiltig formgivning), Anders Pyk och Dag Cavallius (program och utredningsskisser). 
Byggnaden, bestående av tre huskroppar, är konstruerad med en stålstomme. Den ursprungliga utformningen av Geovetenskapens hus skulle bestå av en betongstomme, men Skönhetsrådet beslutade att fler betongbyggnader likt Arrheniuslaboratoriet inte var passande. Fasadmaterialen består av zinkplåt, målat trä och glas. De två solfjädersformade byggnaderna hyser undervisningslokaler, medan de bakomliggande längorna innehåller forskningslokaler. Träfasaderna är målade gröna för att ge en "djurgårdskaraktär", samtidigt som den ljusa betongen i de bakomliggande längorna knyter samma med Arrheniuslaboratoriets betongelement.